# Ana de Gonta Colaço
Ana Raymunda de Gonta Colaço, coneguda com a Ana de Gonta Colaço, (Lisboa, 7 de novembre del 1903 - Lisboa, 25 de desembre del 1954) fou escultora i pintora, filla de la poeta portuguesa Branca de Gonta Colaço i del pintor i ceramista Jorge Rey Colaço.

## Biografia

### Naixement i família
Registrada com a Ana Raymunda de Gonta Colaço, nasqué el 7 de novembre del 1903 a Lisboa. Coneguda com a Aninhas, era la tercera filla de la parella, i havia nascut a penes un any després de la mort de la seua germana.
Criada en una de les famílies més intel·lectuals de l'època a Portugal, Ana de Gonta era la germana menor de l'advocat, escriptor i dramaturg Tomás Ribeiro Colaço, cosí per via paterna del pianista i compositor Alexandre Rey Colaço, l'actriu i directora Amélia Rey Colaço i la pintora i il·lustradora Alice Rey Colaço, a més de neta materna de la poeta anglesa Ann Charlotte Syder i del polític i escriptor Tomás Ribeiro.

### Primers anys
La seua infantesa fou privilegiada, sobretot pel que fa a l'educació: tingué tutors especialistes en idiomes, literatura, música i fins i tot equitació, i arribà a competir amb la seua germana menor, Maria Christina, en torneigs eqüestres nacionals. En la seua infància també experimentà canvis de residència en la zona de Lisboa i Oeiras, i conegué personalitats de l'alta societat i del món artístic i cultural, així com membres de la família reial portuguesa, que visitaven la seua residència; i les vetlades i sopars que Branca de Gonta Colaço organitzava cada diumenge a sa casa eren ressenyats pels diaris de l'època.
A l'edat de 17 anys, Ana de Gonta començà a treballar l'escultura. Atès que en aquest moment l'escultura femenina rares vegades proporcionava independència econòmica o es considerava una bona ocupació per a una dona, fou gràcies al suport dels seus pares que prengué classes amb els escultors Costa Motta (nebot) i José Isidoro Neto.

### Feminisme
Durant aquest període, començà a abraçar els ideals del feminisme: duia els cabells curts, a la garçonne, amb vestit i corbata d'home, i escrivia poemes i altres textos sobre la condició de les dones a Portugal, especulant públicament sobre la seua orientació sexual com a lesbiana en una societat molt conservadora. Sos pares sempre van tractar de protegir-la de l'escrutini públic.
Anys més tard, l'escultora, amb la seua mare, entrà al Consell Nacional de Dones Portugueses (CNMP), liderat per la metgessa republicana Adelaide Cabete.

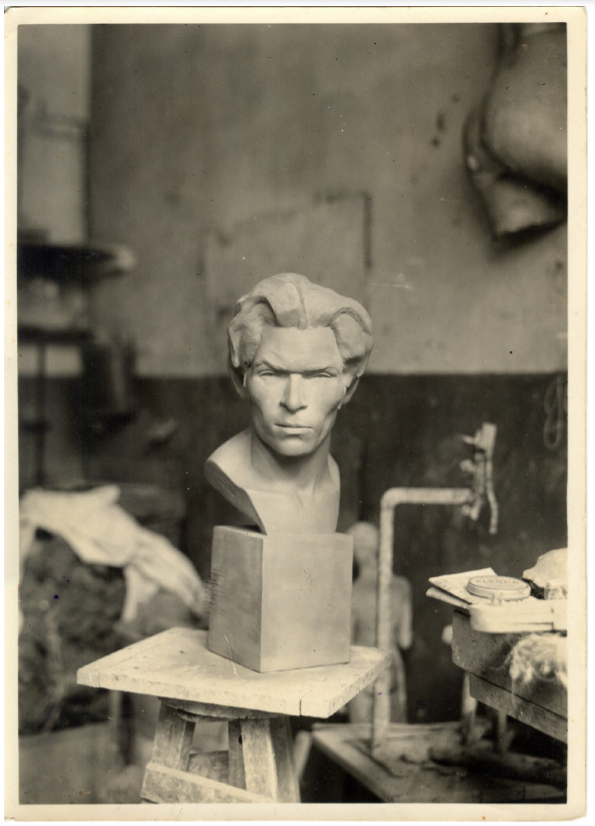
Estudi de l'escultura de guix Pellroja feta per Ana de Gonta Colaço en l'Académie Julian, a París (1929)

### Primeres exposicions
El 5 d'abril del 1923, Ana de Gonta Colaço exposà la primera obra, anomenada Onda, una estàtua de petites dimensions, en guix, un nu femení recolzat sobre la bromera d'una ona, en estil naturalista, amb notables influències de Camille Claudel, en la XX Exposició de la Societat Nacional de Belles arts, a Lisboa, i en rebé un Esment d'Honor. La premsa a vegades elogiava el potencial de la jove artista, i a vegades atacava la seua condició de dona i artista.
Un any més tard, al 1924, Ana de Gonta feu la primera exposició individual, al Saló Bobone, a Lisboa, i malgrat les dures crítiques que rebé en alguns articles escrits, com el del periodista Norberto d'Araújo, del Diário de Lisboa, que deia: "L'escultura mai pot ser un art de dona", la inauguració va estar plena de personalitats del món de les arts, la cultura, la política i fins i tot de l'activisme feminista, com ara, els pintors Jorge Barradas, Eduarda Lapa, Roque Gameiro, Milly Possoz, Zoé Batalha Reis, l'escultor António Teixeira Lopes, les escriptores Virgínia Vitorino, Olga Morais Sarmento i Oliva Guerra, o l'actriu i cosina seua Amélia Rey Colaço.

### Educació a París i carrera artística
Apassionada per la fotografia i el cinema, el 1927 es matriculà en l'Escola d'Art Cinematogràfic Rino Lupo, a Lisboa; només, però, va realitzar el curtmetratge A mão enluvada amb els seus companys de classe.
El 1929, com havia fet el seu pare, Ana de Gontas marxà cap a París, on va ingressar l'Acadèmia Julian, i fou alumna de Paul Landowski i Alfred-Alphonse Bottiau. Després de treballar intensament a l'escola durant set mesos, l'artista fou admesa per a exposar en el Saló de tardor, amb l'obra Pellroja, que va marcar una nova estètica en la seua obra, acostant-se a les tendències avantguardistes com el Modernisme.
Fins al 1938, Ana de Gontas es va moure entre París, Londres, Lisboa i Tànger, on també tenia família.
Durant una de les seues estades a Portugal, al 1930, dugué obres a l'Exposició del Treball Femení Antic i Modern, realitzada al local del diari O Século, a Lisboa, pel Consell Nacional de Dones Portugueses, i al 1932, va crear el Saló dels Artistes Creatius, amb l'escultora Maria José Dias da Câmara i la pintora Maria Adelaide Lima Cruz, amb qui va mantenir una relació afectiva i compartí estudi a Lisboa.
El 1939, després d'una certa polèmica per la seua relació amb la cantant i actriu d'òpera Corina Freire, una de les seues obres, Ouvindo o Sermão, fou rebutjada pel jurat de la XXXVI Mostra de Pintura, Escultura, Arquitectura, Dibuix i Gravat de la Societat Nacional de Belles arts. En ser entrevistada sobre el fet, Ana de Gontas respongué: "En l'art, el modernisme no existeix a Portugal. Ningú sap el que és", en referència al conservadorisme que persistia en la societat portuguesa. Així i tot, aquest mateix any, fou convidada per Cottinelli Telmo a participar en l'Exposició del Món Portugués, i hi presentà Sr. Jaime, un baix relleu basat en un personatge literari de Tomás Ribeiro, el seu avi, exposat en el Jardim dos Poetes, a Belém, Lisboa.

### Darrers anys de vida
Després de la mort de sa mare, el 1945, Ana començà a donar símptomes de mala salut, i s'instal·là a casa de la seua família, la Casa das Matinas, a Parada de Gonta, Tondela, a la Beira Alta, on feu el darrer treball i va escriure textos sobre la condició de les dones en la societat portuguesa. La seua darrera obra, una escultura monumental de la Mare de Déu de l'Assumpció, fou encarregada per la parròquia d'Aguiar da Beira, i mostrava una notable influència de l'estil del seu antic mestre Paul Landowski, dins del Modernisme.

### Mort
Morí el 25 de desembre del 1954 a casa de la seua germana menor Maria Christina de Gonta Colaço de Aguiar, a Lisboa, als 51 anys. La soterraren al Cemitério dos Prazeres de Lisboa.

## Obra
Ana de Gonta va crear 36 obres escultòriques, 13 retrats o busts de vuit homes i cinc dones, i 23 escultures de diferents estils, entre el naturalisme i el Modernisme. Fins que el seu reconeixement internacional no fou conegut a Portugal, la premsa portuguesa no canvià pas el discurs sobre ella.

## Exposicions
- 1923 – XX Exposició de la Societat Nacional de Belles Arts, Lisboa. Menció d'Honor per Onda.
- 1924 – Saló Bobone, Lisboa. Exhibició solista. Obres: Mare, Baccho, Esclava, Ursus, Soror Dolorosa, Onda.
- 1927 – XXIV Exposició de la Societat Nacional de Belles Arts, Lisboa. 3ª Medalla d'Escultura per l'obra Gelosia. Obras: Gelosia i Pega de Cares.
- 1929 - Saló de Tardor, Gran Palau dels Camps Elisis, París. Obra: Pellroja.
- 1930 – Exposició d'Obres Femenines Antigues i Modernes, de Caràcter Literari, Artístic, Modes i Brodats, Saló O Século, Lisboa. Obra: Gelosia.
- 1931 – XXVIII Exposició de Pintura, Pastel i Escultura de la Societat Nacional de Belles Arts, Lisboa. Obres: Home i imperfecció i Pellroja.
- 1931 – Exposició d'Escultura, Saló da Papelaria Progresso, Lisboa. Obres: Home i imperfecció, Gelosia, Je Leve ma Lampe, D. Nuno Belmonte, Maria José Praia, José Netto, Escoltant el sermón (esbós), Moira, L'Elan Brisé i Pellroja.
- 1932 - 1er Saló d'Estoril, Societat de Propaganda de la Costa d'Estoril, patrocinat per la Societat Nacional de Belles Arts d'Estoril.
- 1932 – I Saló d'Artistes Creadors de la Societat Nacional de Belles Arts, Lisboa.
- 1939 - XXXVI Exposició de Pintura, Escultura, Arquitectura, Dibuix i Gravat de la Societat Nacional de Belles Arts, Lisboa. Obres: Moiro Paralítico (esbós) i Mr. MacBey.
- 1939 – Casa Aguiar, Lisboa. Exhibició solista. Obra: Escoltant el sermó.
- 1940 - XXXVII Exposició de Pintura, Aquarel·la, Dibuix, Pastel, Aiguada, Gravat i Escultura de la Societat Nacional de Belles Arts, Lisboa. Obra: Encarna.
- 1941 – VII Saló d'Estoril, Societat de Propaganda de la Costa d'Estoril, patrocinat per la Societat Nacional de Belles Arts. Obra: Encarna.
- 1942 – 1ª Exposició Femenina d'Arts Plàstiques en la Societat Nacional de Belles Arts, Lisboa. Obres: Kitty, Pellroja i Escoltant el sermó.
- 1943 – IX Saló d'Estoril, Societat de Propaganda de la Costa d'Estoril, patrocinat per la Societat Nacional de Belles Arts. Obra: Kitty.
- 1944 – Exposició a casa de José Godinho. Exhibició solista. Obra: José Godinho.
- 1944 – Saló de Primavera: XLI Exposició Anual de Pintura i Escultura de la Societat Nacional de Belles Arts, Lisboa. Obres: Crist llancejat, José Godinho i Sra. DAMC.
- 1945 – Exposició d'Arts Plàstiques, Caixa d'Assegurança Social per a Professionals de la Premsa, Lisboa.
- 1947 – Saló de Primavera: XLIV Exposició Anual de Pintura i Escultura de la Societat Nacional de Belles Arts, Lisboa. Obra: Rodrigo de Melo.
- 1948 – Exposició del Grup d'Artistes portuguesos, Societat Nacional de Belles Arts, Lisboa.
- 1949 – 1er Saló Antiestètic: exposició d'ISMOS, Casa dos Pirolitos, Vila Nova da Caparica. Obres: 3 olis.
- 1949 – III Saló Provincial de Beira Alta, Viseu. 1ª Medalla per l'obra Escoltant el sermó. Obres: Pellroja i Escoltant el sermó.

### Exposicions pòstumes o commemoratives
- 1993 – Una obra per redescobrir: Ana de Gonta Colaço (1903-1954), Casa de Sant'Ana, Tondela. 2014 – Curs Internacional d'Estiu de Cascais Dones Escultores a Portugal, Fundació Luís I, Cascais. Obres: Pellroja, Maria José Praia i documentació diversa.
- 2018 – Ana de Gonta Colaço, Museu José Malhoa, Caldas da Rainha. Comissariada per Ana Pérez-Quiroga. Obres: Pellroja, Maria José Praia, Ana da Princesa, Dr. Fernando Agostinho de Figueiredo i documentació diversa.
- 2019 – Ana de Gonta Colaço, Museu Terras de Besteiros, Tondela. Comissariada per Ana Pérez-Quiroga. Obres: Onda, Mare, O amor dos men, Pega de caras, Pellroja, L'Elan Brisé, Maria José Praia (guix), Maria José Praia (bronze), Xiquet, Mr. Mac Bey, Home amb una creu al pit, Dr. Fernando Agostinho de Figueiredo, Ana da Princesa, Rodrigo de Melo i documentació diversa.